# Německá demokratická republika na zimních olympijských hrách
Německá demokratická republika na zimních olympijských hrách startuje od roku 1968. Toto je přehled účastí, medailového zisku a vlajkonošů na dané sportovní události.

## Účast na Zimních olympijských hrách
| Dějiště ZOH            | ZOH      | Vlajkonoš             | Zlatá medaile | Stříbrná medaile | Bronzová medaile | Celkem |
| ---------------------- | -------- | --------------------- | ------------- | ---------------- | ---------------- | ------ |
| 1968 Grenoble          | ZOH 1968 | Thomas Köhler         | 1             | 2                | 2                | 5      |
| 1972 Sapporo           | ZOH 1972 | Klaus-Michael Bonsack | 4             | 3                | 7                | 14     |
| 1976 Innsbruck         | ZOH 1976 | Meinhard Nehmer       | 7             | 5                | 7                | 19     |
| 1980 Lake Placid       | ZOH 1980 | Jan Hoffmann          | 9             | 7                | 7                | 23     |
| 1984 Sarajevo          | ZOH 1984 | Frank Ullrich         | 9             | 9                | 6                | 24     |
| 1988 Calgary           | ZOH 1988 | Frank-Peter Roetsch   | 9             | 10               | 6                | 25     |
| Celkem                 | 6        |                       | 39            | 36               | 35               | 110    |
| Zdroj na Olympedia.org |          |                       |               |                  |                  |        |